# Банщиков, Михаил Лаврентьевич
Банщиков Михаил Лаврентьевич (1877—1944) — русский и советский врач, участник Русско-японской войны, младший судовой врач крейсера «Варяг», участник боя у Чемульпо, Георгиевский кавалер. Участник Первой мировой войны, блокады Ленинграда, главный врач больницы имени И. Г. Коняшина в Ленинграде, Отличник здравоохранения, Заслуженный врач РСФСР.

## Биография
Михаил Лаврентьевич Банщиков родился 18 сентября 1877 года в Пскове, Российской империи. 10 ноября 1901 года окончил Императорскую Военно-медицинскую академию со званием лекаря. В 1901—1902 годах был младшим врачом 2-го Балтийского флотского экипажа. С 28 сентября 1902 по ноябрь 1903 года был младшим врачом крейсера 1-го ранга «Диана», в декабре 1903 года был назначен на ту же должность на бронепалубный крейсер 1-го ранга 1-й Тихоокеанской эскадры «Варяг».
В самом начале Русско-японской войны 1904—1905 годов крейсер «Варяг» и канонерская лодка «Кореец» находились в нейтральном корейском порту Чемульпо. 27 января (9 февраля) 1904 года они приняли неравный бой у Чемульпо с кораблями японской эскадры под командованием контр-адмирала Уриу. Бой длился 50 минут. За это время «Варяг» под командованием капитана 1-го ранга В. Ф. Рудневым выпустил по противнику 1105 снарядов, но и сам получил 5 подводных пробоин, З1 моряк был убит, около 200 человек было ранено. Весь экипаж крейсера проявил храбрость и самоотверженность во время боя, в том числе и лекарь Банщиков, который находился в носовом лазарете и оказывал помощь раненным.
Не имея возможности продолжать бой, корабль вернулся в Чемульпо, где после оценки серьёзности повреждений «Варяга», общим собранием офицеров было принято решение об уничтожении крейсера. В Высочайшем приказе от 23 февраля 1904 года было сказано: «В воздаяние геройского подвига, оказанного крейсером 1-го ранга „Варяг“ и мореходною канонерскою лодкою „Кореец“ в бою при Чемульпо 27 января сего года с неприятелем, значительно превосходившим их силою и числом, государь император соизволил пожаловать»: … старшему врачу «Варяга» — коллежскому советнику Храбростину, и младшему — лекарю Банщикову — ордена Св. Георгия 4-й степени. Орден Святого Георгия был впервые в истории России вручён военным медикам.
24 марта 1904 года врач М. Л. Банщиков на французском пароходе «Кримэ» прибыл в Одессу в составе последней (третьей) группы варяжцев, во главе с командиром крейсера капитаном 1 ранга В. Ф. Рудневым. Одесситы торжественно встретили героев.
В 1904 году был назначен в Николаевский морской госпиталь в Кронштадте, в том же году была опубликована его брошюра «Краткий очерк боевой санитарно-медицинской службы на крейсере „Варяг“», в которой, на основании записей судового врача, были запечатлены героические страницы подвига русских моряков. В 1908 году произведён в надворные советники. На 1916 год был старшим врачом 2-го флотского Балтийского экипажа. После Октябрьской революции вышел в отставку в чине коллежского советника. Дружил многие годы с бывшим артиллерийским офицером крейсера «Варяг» Сергеем Валерьяновичем Зарубаевым. Остался в России. Работал врачом в больницах Петрограда, затем врачом поликлиники Северо-западных железных дорог. С 1936 года был врачом родильного отделения больницы им. И. Г. Коняшина Московского района города Ленинграда. В 1939 году стал Отличником здравоохранения. С первых дней Великой Отечественной войны работал главным врачом больницы им. И. Г. Коняшина. Участник блокады Ленинграда. 15 февраля 1943 года Указом Президиума Верховного Совета СССР получил звание — Заслуженный врач РСФСР, 3 июня 1943 года награждён медалью «За оборону Ленинграда». В 1944 году вступил в члены ВКП(б). Указом Президиума Верховного Совета СССР от 18 мая 1944 года «…за самоотверженную работу и выдающиеся заслуги в деле охраны здоровья трудящихся города и бойцов Ленинградского фронта в период войны с немецко-фашистскими захватчиками…» награждён орденом Ленина.
Умер Михаил Лаврентьевич Банщиков в 1944 году (по другим источникам в 1945). Похоронен на Волковском кладбище, могила не сохранилась.

## Семья
Михаил Лаврентьевич Банщиков был женат, имел дочь и трёх сыновей Андрея, Льва и Дмитрия. Старший сын Андрей работал на Кировском заводе, был заслуженным рационализатором РСФСР.

## Награды и премии
Михаил Лаврентьевич Банщиков за свой многолетний труд был награждён орденами и медалями:
Советские:
- орден Ленина (18 мая 1944 года);
- Медаль За оборону Ленинграда (3 июня 1943 года);
- Почётное звание «Заслуженный врач РСФСР» (15 февраля 1943 года);
- Значок «Отличнику здравоохранения» (СССР) (1939).

Российской империи:
- орден Святого Георгия 4 степени (23.02.1904);
- орден Святого Станислава 2 степени (1912);
- орден Святой Анны 2 степени (1914);
- орден Святого Владимира 4 степени (30.07.1915);
- Серебряная медаль «За бой „Варяга“ и „Корейца“» (1906);
- Серебряная медаль «В память русско-японской войны» (1907);
- Светло-бронзовая медаль «В память 300-летия царствования дома Романовых» (1913);
- Светло-бронзовая медаль «В память 200-летия морского сражения при Гангуте» (1915).